# 毒枭
毒梟（drug lord、drug baron、kingpin、lord of drugs）或毒王是贩毒集团的犯罪头目。
由於他們擁有複雜的犯罪網路，並有濃厚的黑幫實力，通常不會親身交收毒品，也善於洗錢，因此執法部門在檢控方面較為困難。歷史上與大量販毒有關的知名幫派有如黑手黨、青幫、三合會等。
毒品的知名販售地區，有阿富汗、巴基斯坦和伊朗交界處的「金新月」（海洛英），緬甸、寮國和泰國交界處的「金三角」（海洛英），哥倫比亞、厄瓜多和秘魯交界處的「銀三角」（古柯鹼），奈及利亞和加納交界處的「黑三角」（古柯鹼），此四地為世界四大毒品植物產地，號稱「毒販的麥加」（必須去原產地採購，較為便宜）。有迹象显示由于东南亚的罌粟产量持续下降，毒贩可能开始向阿富汗寻求海洛因原料。

## 著名毒梟
- 巴勃羅·埃斯科瓦爾
- 昆沙
- 糯康
- 華金·古茲曼
- 謝志樂
- 刘招华
- 谭晓林
- 林睿庠

## 外部連結
- 31 Notorious Drug Lords （页面存档备份，存于） – slideshow by Life magazine